# John Sam Williams
John Sam Williams (Los Ángeles, California, 26 de octubre de 1966) es un exjugador de baloncesto estadounidense que disputó ocho temporadas en la NBA, además de jugar 5 temporadas más en la Liga ACB. Con 2,00 metros de estatura, jugaba en la posición de alero. Su carrera deportiva se vio lastrada por su sobrepeso, que le hizo llegar a tener problemas en las rodillas. En su etapa como jugador en España llegó a pesar hasta 127 kilos.

## Trayectoria deportiva

### Universidad
Tras participar en su época de high school el prestigioso McDonald's All American, jugó durante dos temporadas con los Tigers de la Universidad Estatal de Luisiana, en las que promedió 15,8 puntos y 7,6 rebotes por partido. En su último año fue incluido en el mejor quinteto de la Southeastern Conference, siendo elegido además MVP del torneo de la conferencia, en una temporada en la que su equipo alcanzó la Final Four de la NCAA.

### Profesional
Fue elegido en la decimosegunda posición del Draft de la NBA de 1986 por Washington Bullets, donde jugó durante cinco temporadas, siendo la mejor la temporada 1989-90, en la que promedió 18,2 puntos y 7,6 rebotes, aunque desgraciadamente una lesión cortó su trayectoria cuando apenas se llevaban jugados 18 partidos.
Antes del comienzo de la temporada 1992-93 fue traspasado a Los Angeles Clippers a cambio de William Bedford y los derechos sobre Don MacLean. En los Clippers tuvo una trayectoria irregular en las dos temporadas que allí permaneció, nuevamente marcadas por las lesiones. Al no serle renovado el contrato al término de la segunda, fichó como agente libre por Indiana Pacers, donde en su única temporada apenas contó para su entrenador, Larry Brown, siendo cortado antes del final de temporada.
Viéndose sin equipo, al año siguiente se enrola en el proyecto Magic Johnson Tour, aceptando jugar en 1997 con el Coviran Granada de la Liga ACB, donde promedia en una temporada 17,2 puntos y 7,4 rebotes por partido. De allí iría al TDK Manresa, donde permanecería una temporada, antes de fichar por el Forum Filatélico Valladolid donde permanecería tres temporadas, siendo elegido en abril de 2002 Jugador del Mes de la ACB. En 2003, ya con 36 años, ficha por el Lucentum Alicante, lesionándose en el primer partido de la temporada, siendo sustituido por Lou Roe. Se retiró como profesional en el CB Ciudad de Huelva, donde ofreció los últimos coletazos de su clase.

## Estadísticas de su carrera en la NBA

### Temporada regular
| Temporada | Edad | Equipo               | Liga | P   | TIT | MIN  | TC  | TCA  | %TC  | 3P  | 3PA | %3P  | TL  | TLA | %TL  | R.OF. | R.DEF. | REB | ASIS | ROB | TAP | PER | FP  | PTS  |
| 1986-87   | 20   | Washington Bullets   | NBA  | 78  | 6   | 22.7 | 3.6 | 8.0  | .454 | 0.1 | 0.5 | .222 | 1.8 | 2.9 | .646 | 1.7   | 3.0    | 4.7 | 2.4  | 1.7 | 0.4 | 1.6 | 2.2 | 9.2  |
| 1987-88   | 21   | Washington Bullets   | NBA  | 82  | 37  | 29.6 | 5.2 | 11.1 | .469 | 0.1 | 0.5 | .132 | 2.3 | 3.1 | .734 | 1.5   | 3.9    | 5.4 | 2.8  | 1.4 | 0.4 | 1.8 | 2.6 | 12.8 |
| 1988-89   | 22   | Washington Bullets   | NBA  | 82  | 1   | 29.4 | 5.3 | 11.5 | .466 | 0.2 | 0.9 | .268 | 2.7 | 3.5 | .776 | 1.9   | 5.1    | 7.0 | 4.3  | 1.7 | 0.9 | 1.9 | 2.6 | 13.7 |
| 1989-90   | 23   | Washington Bullets   | NBA  | 18  | 18  | 35.1 | 7.2 | 15.2 | .474 | 0.1 | 1.0 | .111 | 3.6 | 4.7 | .774 | 1.5   | 6.1    | 7.6 | 4.7  | 1.2 | 0.5 | 2.4 | 1.8 | 18.2 |
| 1990-91   | 24   | Washington Bullets   | NBA  | 33  | 11  | 28.5 | 5.0 | 11.9 | .417 | 0.3 | 1.2 | .244 | 2.2 | 2.9 | .753 | 1.3   | 4.1    | 5.4 | 4.0  | 1.2 | 0.2 | 2.1 | 1.9 | 12.5 |
| 1992-93   | 26   | Los Angeles Clippers | NBA  | 74  | 8   | 22.1 | 2.8 | 6.4  | .430 | 0.2 | 0.7 | .226 | 0.9 | 1.7 | .543 | 1.2   | 3.1    | 4.3 | 1.9  | 1.1 | 0.3 | 1.1 | 2.5 | 6.6  |
| 1993-94   | 27   | Los Angeles Clippers | NBA  | 34  | 6   | 21.3 | 2.4 | 5.5  | .431 | 0.1 | 0.6 | .250 | 0.7 | 1.1 | .667 | 1.1   | 2.6    | 3.7 | 2.9  | 0.7 | 0.3 | 1.0 | 2.5 | 5.6  |
| 1994-95   | 28   | Indiana Pacers       | NBA  | 34  | 0   | 11.8 | 1.2 | 3.4  | .357 | 0.1 | 0.4 | .333 | 0.4 | 0.7 | .560 | 0.7   | 1.1    | 1.8 | 0.8  | 0.3 | 0.1 | 1.0 | 1.4 | 2.9  |
| Total     |      |                      | NBA  | 435 | 87  | 25.2 | 4.1 | 9.0  | .451 | 0.1 | 0.7 | .225 | 1.8 | 2.6 | .704 | 1.5   | 3.6    | 5.1 | 2.9  | 1.3 | 0.4 | 1.6 | 2.3 | 10.1 |

### Playoffs
| Temporada | Edad | Equipo               | Liga | P  | MIN | TCA | TC | 3PA | 3P | TLA | TL | R.OF. | REB | ASIS | ROB | TAP | PER | FP | PTS | %TC  | %3P  | %FT  | MIN  | PTS  | REB | AST |
| 1986-87   | 20   | Washington Bullets   | NBA  | 3  | 49  | 8   | 14 | 0   | 1  | 4   | 7  | 4     | 11  | 2    | 2   | 0   | 2   | 3  | 20  | .571 | .000 | .571 | 16.3 | 6.7  | 3.7 | 0.7 |
| 1987-88   | 21   | Washington Bullets   | NBA  | 5  | 185 | 23  | 48 | 0   | 1  | 19  | 32 | 11    | 29  | 21   | 8   | 4   | 12  | 18 | 65  | .479 | .000 | .594 | 37.0 | 13.0 | 5.8 | 4.2 |
| 1992-93   | 26   | Los Angeles Clippers | NBA  | 5  | 98  | 4   | 18 | 2   | 3  | 1   | 2  | 5     | 14  | 7    | 5   | 0   | 6   | 17 | 11  | .222 | .667 | .500 | 19.6 | 2.2  | 2.8 | 1.4 |
| Total     |      |                      | NBA  | 13 | 332 | 35  | 80 | 2   | 5  | 24  | 41 | 20    | 54  | 30   | 15  | 4   | 20  | 38 | 96  | .438 | .400 | .585 | 25.5 | 7.4  | 4.2 | 2.3 |